# 氟桂利嗪
氟桂利嗪（INN：flunarizine）為腦循環系統促進劑，屬於一種钙通道阻滞药。其他异名有：氟腦嗪、腦靈、西比靈、服腦清、舒腦等等。
氟桂利嗪是一種选择性钙拮抗药，可抑制脑血管痉挛，且包括組織胺H1受體阻斷活性。它是有效的作為偏頭痛、閉塞性周邊血管疾病、中樞和周邊引起的暈眩等病症的預防治療，並作為癫痫治療的佐劑。它可能有助於減少較嚴重形態的交替性偏癱（alternating hemiplegia）之麻痺性持續發作與嚴重度，以及有效地治療快发病性肌张力障碍-帕金森综合征（rapid onset dystonia-parkinsonism）。以上的這兩種情況共有基因的突變；氟桂利嗪在美國或日本是不允許作為處方藥。氟桂利嗪在成人和兒童身上已經顯著地顯示出減少頭痛發作的頻率和嚴重程度。氟桂利嗪為比利時楊森製藥於1968年所研創。

## 副作用及禁忌
氟桂利嗪有一定的副作用，包括體重增加、錐體外系反應、嗜睡和抑鬱症，它的禁忌证为：低血壓、心臟衰竭和心律失常。抑鬱症、嚴重便秘或一些錐體外症候群等患者也需避免使用氟桂利嗪。

## 商標名稱
- (西比靈) 5公絲，楊森製藥(Janssen Pharmaceutica). Rizelium 5mg and 10mg Capsule by UniMed & UniHealth Mfg. Ltd (孟加拉)。
- (服腦清) (黃色圓形)錠劑5公絲，台灣"生達化學製藥股份有限公司". Fluzine（Flunarizine）Tablets 5mg "Standard"。